# Тания, Касей Кясович
Касей Кясович (Кастей Кесович) Тания (1901 — 4 декабря 1981) — советский хозяйственный, государственный и политический деятель, бригадир колхоза имени Берия Гудаутского района Абхазской АССР, Грузинская ССР. Герой Социалистического Труда (03.05.1949).

## Биография
Родился в 1901 году в селе Дурипш Сухумского округа Кутаисской губернии (ныне — Гудаутский район Абхазии). Абхаз.
С ранних лет приобщился к крестьянскому труду. Получив начальное образование, с 1916 года трудился землепашцем в личном хозяйстве. С 1932 по 1933 год учился в совпартшколе в городе Сухуми Абхазской АССР, работал на различных должностях.
В 1939 году Касей Кясович вступил в колхоз имени Берия в родном селе Дурипш, позже стал работать бригадиром полеводческой бригады. В этом колхозе под руководством председателя Г. Ш. Ардзинба трудились прославленные кукурузоводы Аилин Тарба и Темур Тарба, чаевод Мария Ардзинба. Помимо основной культуры — зелёного чайного листа, его бригада выращивала кукурузу и постоянно соревновалась с бригадой Аилина Тарба. По итогам работы в 1947 году награждён орденом Ленина.
В 1948 году его бригада получила урожай кукурузы 94 центнера с гектара на площади 30 гектаров.
Указом Президиума Верховного Совета СССР от 3 мая 1949 года за получение высоких урожаев кукурузы и табака в 1948 году Тания Касею Кясовичу присвоено звание Героя Социалистического Труда с вручением ордена Ленина и золотой медали «Серп и Молот».
Этим же указом высокого звания был удостоен и председатель колхоза Григорий Ардзинба.
Неоднократный участник Выставки достижений народного хозяйства (ВДНХ).
Продолжал трудиться бригадиром в родном колхозе, в 1953 году переименованном в «Дурипш», до выхода на пенсию в 1966 году.
Избирался депутатом Дурипшского сельского Совета депутатов трудящихся.
Проживал в селе Дурипш, являлся членом совета старейшин и участником ансамбля долгожителей «Нартал».
Скончался 4 декабря 1981 года.

## Награды
- Золотая медаль «Серп и Молот» (03.05.1949)
- орден Ленина (21.02.1948)
- орден Ленина (03.05.1949)
- Медаль «За трудовую доблесть»
- Медаль «В ознаменование 100-летия со дня рождения Владимира Ильича Ленина»
- Медаль «За доблестный труд в Великой Отечественной войне 1941—1945 гг.»
- Медаль «Ветеран труда»
- медали Выставки достижений народного хозяйства (ВДНХ)
- и другими